# Albert Israel Elkus
Albert Israel Elkus (Sacramento, Califòrnia, 30 d'abril de 1884 - 1962) fou un compositor estatunidenc. Després d'acabar els seus estudis musicals a San Francisco, els amplià a Viena i Berlín. Notable concertista de piano, es va distingir al seu país com a compositor, cultivant amb preferència el gènere de cambra. també va escriure diverses obres corals, música per a piano, cançons, etc., tot això d'una factura molt moderna.